# Tobias Santelmann
Tobias Santelmann (ur. 8 sierpnia 1980 we Fryburgu Bryzgowijskim) – norweski aktor filmowy.

## Życiorys

### Wczesne lata
Urodził się we Fryburgu Bryzgowijskim. Do Norwegii przeprowadził się wraz z rodziną, mając roczek. Rodzina mieszkała początkowo w Lindesnes. Kiedy miał 16 lat, wraz z rodziną przeprowadził się do Oslo. W 2006 ukończył Narodową Akademię Sztuk Dramatycznych w Oslo.

### Kariera
Po studiach pracował w teatrze Det Norske Teatret w Oslo, gdzie grał m.in. w spektaklach: Dobry człowiek z Seczuanu Bertolta Brechta jako młody Sun, Zamek Kafki jako K, Nora Henrika Ibsena jako Torvald Helmer i Lasy Mameta jako Nick.
Na ekranie zadebiutował w filmie Varg Veum - Skriften på veggen (2010) jako Stian Brandt. W nakręconym w międzynarodowej koprodukcji dramacie historyczno-przygodowym Wyprawa Kon-Tiki (Kon Tiki, 2012) o podróży Thora Heyerdahla przez Pacyfik wystąpił w roli Knuta Hauglanda. Obraz był nominowany do nagrody Oscara dla najlepszego filmu nieanglojęzycznego w 2013. Otrzymał też szereg innych nagród filmowych w Norwegii. W norweskim filmie historycznym akcji Ucieczka (Flukt, 2012) zagrał postać Arvida.
W 2013 za kreację Håvarda w filmie Jag etter vind był nominowany do norweskiej nagrody filmowej Amanda dla najlepszego aktora drugoplanowego oraz w kategorii debiutu. Po występie w miniserialu kryminalnym Naoczny świadek (Øyevitne, 2014) w roli Larsa Strømme, zagrał postać Finna w norwesko-szwedzkiej komedii kryminalnej Obywatel roku (Kraftidioten, 2014) u boku Stellana Skarsgårda i Bruno Ganza. Film ten wziął udział w konkursie głównym na Berlinale w 2014, będąc nominowanym do nagrody Złotego Niedźwiedzia.
W Herkulesie (2014) w reżyserii Bretta Ratnera wcielił się w rolę króla Resosa. W 2015 zagościł na ekranach telewizorów na całym świecie w roli Ragnara w serialu Upadek królestwa (The Last Kingdom), adaptacji serii powieści Bernarda Cornwella The Saxon Stories.
Pojawił się też w serialach: kryminalnym Frikjent (2015) w roli Erika Nilsena, Homeland (2015), Heavy Water War (2016) jako Joachim Rønneberg i Borderliner (2017) jako Nikolai.
Związał się z dziennikarką Jennifer Braathen, którą spotkał w publicznej toalecie w Torshovteatret w Norwegii. Mają córkę Albę.